# Jean-Claude Ellena
Jean-Claude Ellena (* 7. dubna 1947 Grasse) je francouzský parfumér. Narodil se jako syn lékárníka. V roce 2004 se stal in-house parfumérem spol. Hermès. Po jeho nástupu se prodej parfémů Hermés více, než zdvojnásobil.
Jean-Claude Ellena je známý preferováním umělých složek před přírodními, např. pro parfém Brin de Reglisse (Hermes) nechal rozebrat přírodní silici levandule na 70 molekul a extrahovat několik z nich, které způsobují ve vůni pach potu a výměšků.